# 생체인증
생체 인증(生體認證, 영어: biometrics)는 하나 이상의 고유한 신체적, 행동적 형질에 기반하여 사람을 인식하는 방식을 두루 가리킨다. 바이오메트릭스, 바이오 인증, 생물 측정학, 바이오인식, 생체 인식, 생체측량 등 다양한 용어로 번역된다. 바이오메트릭스에 쓰이는 신체적 특성으로는 지문, 홍채, 얼굴, 정맥 등이 있으며 행동적 특성으로는 목소리, 서명 등이 있다.

## 개요
신체인식은 통상 템플릿이라고 불리는 정보를 사전에 채취 및 등록해서 인증 할 때, 센서로 취득한 정보와 비교한다. 단순히 이미지의 비교로 인증하는 방식부터 생체반응을 검출하는 방식까지 여러 가지 수준이 있다.
비밀번호나 물건에 의한 인증방식은 망각이나 분실, 비밀번호 노출, 도난의 우려가 있다. 생체정보의 경우에는 그런 위험성이 낮고, 비밀번호를 입력하거나 열쇠를 휴대하는 것이 불필요하며, 제삼자가 인증하는 것이 방지 가능한 수단으로, 공동주택의 입구, 신용카드나 생체 여권(입출국 시)의 인증수단으로 사용되고 있다.
하지만 널리 사용될수록 상처, 병, 선천성 결손 등에 의해 생체인식이 불가능한 사람을 위한 대안이 필요하다.또한 복제되거나 신체기관의 노화로 인해 인식이 불가능해지는 경우가 있다. 생체정보는 비밀번호처럼 임의로 갱신하는 것이 불가능하기 때문에 한번 복제되면 안전성을 회복하는 것이 불가능할 수도 있는 치명적인 문제를 가지고 있다.

## 성능의 척도
다음은 생체인식 시스템의 성능을 평가하는 지표로 사용된다.
- 오인식률(FAR:False acceptance rate): 본인의 것이 아닌 생체인식 정보를 본인의 것으로 잘못 판단할 확률을 의미한다.
- 오거부률(FRR:False Rejection Rate): 본인의 생체정보를 본인이 아닌 것으로 잘못 판단할 확률을 말한다.
- ROC(Receiver Operating Characteristic)곡선: ROC곡선은 오인식률과 오거부율 간의 트레이드 오프를 시각적으로 나타낸 그래프이다.일반적으로, 본인의 생체정보가 타인의 생체정보로 잘못 인식될 확률이 내려가면 오거부률은 내려가지만, 한편으로 이것은 본인의 생체정보로 판단하는 기준을 느슨하게 한다는 의미를 가지기도 하기 때문에, 오인식률은 올라가게 된다. 반대로, 타인의 생체정보를 본인의 생체정보로 인식하는 확률이 내려가면 오인식률은 내려가지만, 오거부율은 올라간다.
- 동일 오류율(EER:Equal Error Rate): 오인식률과 오거부율이 같아지는 비율을 말한다. EER의 수치는 ROC곡선으로부터 쉽게 얻을 수 있다. EER은 다른 ROC곡선을 가지는 장치의 정확도를 비교하기 위한 빠른 방법이다.일반적으로, 가장 낮은 EER을 가지는 장치가 가장 정확하다.
- FTE(Failure To Enroll rate): 사용자가 시스템에 생체정보를 등록하려는 시도가 실패하는 확률을 의미한다. 대부분은 생체정보의 입력이 잘못되어 일어난다.
- FTC(Failure To Capture rate): 자동화시스템에서 올바르게 입력된 생체정보를 시스템이 감지하지 못 할 확률이다.
- 주형용량: 시스템에 저장 가능한 데이터의 수이다.

## 실용 사례

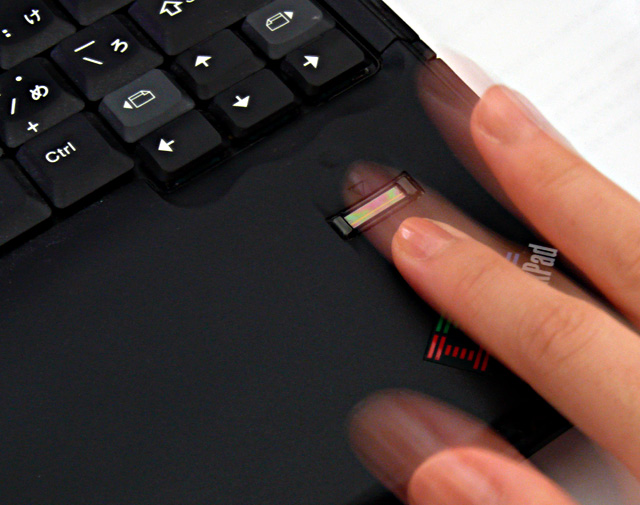
지문을 이용한 노트북 인증

현재, 이용건수가 많은 것에는 지문, 눈동자 속의 홍채를 들 수 있다. 금융기관이 ATM에 사용하고 있는 것으로, 손바닥이나 손가락의 혈관의 모양을 읽는 정맥인증도 이용이 늘고 있다. 그 외에도 음성, 얼굴, 필적 등에 의한 인증방법이 실용화되어 있다.
인증할 때에는 전용 인식기를 이용해서 생체정보를 기계에 읽어 들이는 것으로 사전에 등록한 본인의 정보를 확인한다. 생체인식으로만 하는 것이 아닌 카드나 비밀번호등과 맞추는 경우가 많다.
- 전산기 등을 이용할 때, 또는 전자제어 출입구에 미리 등록된 본인을 확인하는 목적으로 행해지고 있다.
- 개인 컴퓨터에 로그인할 때, 작은 기기를 이용하여 지문인식을 사용한다.
- 휴대전화를 사용할 때, 휴대전화의 일부를 손가락 끝으로 문질러서 인증하는 제품이 있다.
- 은행의 ATM에서 비밀번호와 같이 손바닥의 정맥의 형태를 읽어 들여 본인을 확인하는 것도 있다.
- 국가나 기업에서는 개인정보나 극비정보가 포함된 방에 들어가기 위해서 망막인식을 이용하고 있다.
- 일본적십자에서는、헌혈자의 본인확인을 위해, （2014년05월14일、홋카이도부터 순차적으로）손가락 정맥인식을 채용하고 있다[2]

## 생체인식에서 이용되는 생체정보
생체인식을 위해 이용될 수 있는 인간의 물리적, 화학적 행동적 특성은 다양하다. 특정한 상황에 적용해야 할 생체인식정보의 선택은 다음과 같은 요소들을 참고로 할 수 있다.
- 보편성:시스템을 이용하는 모든 사람들이 인증하는데 사용되는 생체정보를 지니고 있어야 함을 의미한다.
- 유일성:관련된 사람들이 모두 구별되도록 사용되는 생체정보가 사람들마다 각각 달라야함을 의미한다.
- 영구성:생체정보가 시간에 따라 변하는 정도와 관련이 있다. 높은 영구성을 가진 생체정보는 시간이 지나도 거의 변하지 않는다.
- 측정성(정확성):생체정보가 얼마나 간단히 획득되고 측정되는지와 관련이 있다.추가로 데이터는 얻어진 후에 가공되거나 추출될 수 있는 형태로 얻어져야 한다.
- 성능성:사용되는 기술의 정확도, 속도, 견고함과 관련이 있다.
- 수용성:개인들이 자신들의 생체정보의 획득과 수집을 허용하도록 얼마나 사용자들이 생체인식을 거부감 없이 수용하는지와 관련이 있다.
- 우회성:생체정보가 인공물 따위의 것으로 얼마나 잘 모방될 수 있는지와 관련이 있다.

'일란성 쌍둥이의 신체적 특징은 똑같지 않은가'하는 질문을 자주 하는데, 지문, 홍채, 정맥 패턴, 점의 위치나 개수 등은 DNA의 염기서열에 의해 결정되는 것이 아니므로, 유전자가 완전히 일치하는 일란성 쌍둥이라도 다르다.
- 신체적 특징(주로 정적인 특징)을 이용하는 것
  - 지문 - 범죄조사에서 이용되며 손쉽고 신뢰성 높은 인식방식이다.
  - 장형 - 손바닥의 폭, 손가락의 길이 등을 이용해서 인식하는 방법이다.
  - 장문(Palmprint) - 손가락 지문과 마찬가지로, 손바닥에도 융선이 존재하는데 이 특징점을 추출하여 인식하는 방법이다. 손가락보다 넓은 손바닥을 사용하므로 보안성이 10~50배 강하다.
  - 망막 스캔 - 눈의 망막의 모세혈관의 패턴을 인식하는 방법. 장치가 커야하기 때문에 이용 빈도는 낮다.
  - 홍채인식 - 홍채패턴의 농도의 히스토그램을 이용하는 인식방식. 쌍둥이라도 정확한 인식을 할 수 있기 때문에, 높은 인식정확도를 가지고 있다. 망막과 똑같이, 장치의 소형화가 곤란하기 때문에, 혈관 등의 인식방식과 비교해서 등록, 운영비용이 높다.
  - 얼굴 - 안경이나 얼굴의 표정, 노화에 따른 변화 등에 의해 인식률이 저하된다. 또한 일란성 쌍둥이의 경우에 양쪽을 동일인물로 인식할 가능성이 있다.
  - 혈관 - 근적외선을 손바닥, 손등, 손가락에 통과시켜 얻을 수 있는 정맥패턴을 이용하는 기술이 실용화되어 있다.
  - 음성 - 성문을 이용한 것들이 잘 알려져 있다. 건강상태에 따라서 인식률이 저하되는 경우가 있다. 성대 등의 발성기관의 구조에서 유래한 기본적으로 신체적 특징이지만, 행동적 특징의 요소 또한 있다.
  - 귀의 모양 - 귓바퀴의 형태를 이용해서 인식하는 방식
  - DNA - 가장 확실하고 궁극적인 생체인식 수단이지만, 확인하기 위해서는 (혈액이나 타액 등의) 샘플이 필요하고, 현시점에서 순간적으로 상대를 확인하는 장치는 개발되어 있지 않다. 일란성 쌍둥이를 식별하지 못 하는 결점이 있다.
- 행동적 특징（동적인 정보）를 이용하는 것들
  - 필적 - 필기할 때의 궤적, 속도, 필압의 변화 등의 버릇을 이용하는 방법. 손목의 회전이나 손가락의 길이를 추정하는 인식방법이 연구되고 있다. 허나, 필기후의 필적이미지만을 보는 방법은 생체인식이라고 보지 않는다. 또한, 일본에서는 서명하는 연습이 적은 것도 보급되지 않는 한 원인이다.
  - 키스트로크 인식 - 키보드를 치는 속도나 타이밍의 경향을 이용하는 방법.
  - 립 무브먼트 - 발화자의 입술의 움직임의 버릇을 이용하는 방법.
  - 눈 깜빡임 - 눈 깜빡임에 의한 검은 자위의 영역의 변화량을 측정하는 방법. 무의식으로 하는 눈 깜빡임의 동작은 고속이고, 다른 사람이 따라하는 것도 힘들다. 얼굴인식과 같이 휴대전화에 사용된 예(P902iS)도 있다.
  - 보행 - 사람의 보행을 이용한 인식방법. 보행은 골격이나 근육등의 체격적인 특징이나, 걷는 방법 등의 동적인 특성이 있어, 개인을 인식하는데 이용이 가능하다.

## 표준화동향
생체인식에 관계되는 국제 표준화 규격은 ISO/IEC JTC 1/SC 37가 전문으로 심의하고 있다.
현시점에서, BioAPI（인터페이스）, CBEFF（데이터구조）등의 규격이 국제표준으로 발행이 완료되었다.
그 외에,ISO/IEC JTC 1/SC 17（IC카드 기술）、ISO/IEC JTC 1/SC 27（보안 기술）、ISO/TC 68（금융분야）、ITU-T/SG17（통신기술）、ICAO（IC여권）등의 국제표준화기관도 생체인식에 관련한 규격화작업이 (SC 37에 관계해서）진행되고 있다.

## 생체인증 보안[4]
생체인식을 이용한 인증기술 표준을 정하기 위해 설립된 국제 컨소시엄 ‘FIDO(Fast IDentity Online)’는 사실 상 생체인증 국제표준 기관이다. FIDO 기반 생체인증 시스템은 이용이 불편하고 안전성이 떨어지는 ID/PW를 대신해 지문, 음성 등 다양한 온라인 생체인증 서비스를 통해 보안성과 편리성을 함께 제공한다.
FIDO 플랫폼은 크게 ‘UAF(Universal Authentication Framework)’ 그리고 ‘U2F(Universal Second Factor)’로 구분된다. 그중 UAF는 지문, 음성 등 사용자의 고유한 생체 인식 정보를 서버에서 처리하거나 저장하지 않고 사용자가 보유한 단말기에서 처리한 후 그 결과 값을 전송하여 인증하는 방식으로서 스마트폰 등 개인 단말기를 통한 인증 체계에 적합한 방식이다.

## 안전성
오인식률을 0에 수렴하게 하려면 오거부률이 높아져 버리기 때문에, 일반적으로 실용화되어 있는 생체인식은 오인식률이 0이 아닌 상태이며, 생체인식 자체가 보안이 강한 시스템이라고는 말할 수 없다. 그 때문에 은행ATM등에서는 생체인식과 비밀번호를 병용해서 양쪽의 입력을 요구하는 것으로 높은 보안을 확보하고 있다.
음성이나 필적 등은 사용자의 그날 상태에 의존하는 인식방법인 반면, 지문, 정맥, 홍채 등은 그렇지 않다는 점에서 정확도가 높다고 하지만, 현시점에서는 비밀번호 등의 방법을 병용하는 것이 안전하고 확실한 수단이라고 말할 수 있을 것이다.
몇 천 원 정도의 비용으로 생체보안을 무력화 시키는 방법도 여러 가지 알려져 있다. 젤라틴으로 만든 인공손가락으로 많은 지문인식시스템을 통과가능하다는 것이 알려져 있고, 종이로 만든 홍채로 인공 홍채 시스템 또한 통과 가능할 가능성이 있다는 것까지 지적되고 있다. 정맥인식시스템은 무로 만든 인공손가락을 등록 할 수 있는 장치가 있다는 것이 실험에 의해 확인되어있다. 이런 문제에는 장치의 정확도를 올리는 것 등의 대응을 하고 있는 중이다.
- 지문인식의 경우에는 잔류지문을 젤라틴으로 얻어서 인공손가락을 만들어, 그 인공손가락으로 인식을 통과시키는 것이 성공한 사례가 있어 안정성에 굉장한 의문이 남는다. 실제로손가락에 특수한 테이프를 붙여서 지문을 변조한 사건도 발생하고 있다[6].
- 홍채인식의 경우에는 홍채이미지를 인쇄한 종이에 위조가 가능했다는 연구도 발표되고 있다.
- 정맥인식의 경우, 2005년에 인공 손가락을 데이터로 등록해서 인식을 통과했다고 하는 실험만으로는 위험성이 있다고 잘라 말할 수는 없다. 하지만, 내부범이 부정으로 데이터를 등록할 가능성을 부정할 수는 없고, 이 같은 경우로 인공손가락의 데이터를 등록해서 결과적으로 인공손가락으로 인식을 통과해버릴 수 있기 때문에 역시 안전성에 의문이 남는다.

이런 방법들은 일반적으로 정해진 방법과는 다른 부자연스러운 행동을 조건으로 하므로, 인증 절차 때의 모습을 감시하는 것으로 막을 수 있는 경우도 있다.
또한, 생체인식에는 다음과 같은 안정상의 문제점이 지적되고 있다.
- 상처나 병에 의해, 인식을 하지 못하는 위험이 있다.
- 대상자가 성장기에 있는 경우, 크기 자체가 바뀌어 오거부률이 올라가 버린다.
- 생체정보는 평생 바꿀 수가 없기 때문에, 한번 복제하는 것으로 보안에 치명적인 약점이 되어 버리기 때문에, 평생 안정성을 회복하는 것이 불가능하다.
- 생체정보는 평생 바꿀 수가 없기 때문에, 탈퇴 등을 할 때 무효화가 불가능하다.
- 모든 시스템에서 같은 정보를 쓸 수밖에 없다. 그렇게 때문에 어떤 시스템의 시스템관리자는 등록된 정보를 사용하여 시스템의 인식을 통과하는 것이 가능해버리는 가능성이 있다.
- 도둑이 보안된 물건들을 훔치려 할 때, 도둑들이 접근권을 얻기 위해, 물건의 소유자를 추적하여 습격 할 수 있다. 만약 물건이 생체인식 장치로 보안이 되어 있다면 소유자들에 대한 피해는 되돌릴 수 없을 수도 있고, 잠재적으로 보안된 물건보다 더 많은 비용이 발생할 수 있다. 예를 들어 2005년, 말레이시아의 메르세데스 벤츠 S클래스의 차주는 차를 훔치려던 도둑들에게 손가락이 잘렸다[7]

.
하지만, 이런 지적들은 반드시 모든 생체인식 기술에 해당하는 것이 아니다. 방식에 따라서 근본적으로 문제가 되지 않는 것들이나, 가볍게 해결책이 개발되는 것들도 있다.

## 논란과 쟁점
- 일본 나라시에서는 환경국에서 근무 중 이탈이나 근무시간의 부정신고를 방지하기 위해서, 출퇴근 시간을 체크할 때 정맥인식을 도입하기로 결정했다. 이것에 대해 직원들 사이에서 범죄자 취급이라는 반발의 목소리가 일었다.[8]。
- 미국은 다른 국가들과 생체정보를 공유할 계획을 가지고 있다.

2009년, 미 하원 예산위원회의, 본토안보 하위위원에서의 진술에서, Kathleen Kraninger과 Robert A Mocny는 다음과 같이 생체정보의 국제적 협조와 협력에 관해 언급했다.
| “ | “테러리스트들의 연결망이 미합중국에 들어오기 전부터 확실히 차단하기 위해서는 국제적 생체인식 표준에 관해서도 선두를 취할 필요성이 있다.호환 가능한 시스템의 개발을 통해 방어를 강화하는 목적으로 테러리스트들의 정보를 국제적으로 안전하게 공유할 수 있을 것이다. 미합중국 내에서 테러리스트 같은 위험인물들을 식별하고 제거하기 위해 협력하는 방법을 향상시켜가면서, 어떤 테러리스트라도 식별해내기 위해 국외 파트너들과 협력할 의무가 있다. 생체인식은 테러리스트들의 신원을 분명히 밝히는 새로운 방법을 제안하면서도, 아직 알려지지 않은 더 많은 장점이 밝혀질 것이다.” | ” |

2009년 국방잡지에 “생체정보를 공유하라는 압박을 받는 국방부”라는 제목으로 매그너슨이 쓴 글에 따르면, 미국은 생체정보를 공유하려는 목적을 가진 국가들과 쌍방의 합의를 했다. 다음은 그 글의 일부이다.
| “ | “본토안보국과 미국의 안보문제에 관한 자문위원인 밀러는 약 25개국과 생체정보를 공유하는 쌍방의 합의를 했다.지난 몇 년간 외국의 지도자들이 워싱턴을 방문했을 때마다. 미 국무부는 그런 합의에 꼭 서명을 했다.” | ” |

- 인도정부가 12억 명에 달하는 전 국민에게 생체인식신분증을 발급하는 것을 목표로 하는 아드하르 프로젝트의 시스템 관리와 정보수집, 분석을 맡은 미국 스타트업 몽고 DB가 미국 중앙정보국(CIA)로부터 자금을 지원받았다는 게 알려지면서 논란이 일었다[11].한편, 아드하르 프로젝트엔 2013년 11월 7일을 기준으로 약 5억 5천만명이 등록되어 있다[12].
- 헝가리의 유명 축구팀 페렌크바로시가 2014년 새로 개장한 홈구장의 매표소와 출입구에 훌리건 차단을 목적으로 지문인식기를 설치한 것에 대해 팬클럽인 ‘울트라스’가 사생활 침해를 이유로 가을의 모든 홈경기를 보이콧하기로 결정했다[13].
- 애플이 차기 아이폰에 지문인식을 추가하기로 발표하자 사용자 사생활 침해에 관한 논란이 일었다[14].미국 앨 프랭큰 상원의원은 팀 쿡 애플 최고경영자에게 (CEO)보내는 편지에 “암호는 비밀성과 변동성을 갖고 있지만 지문은 공개성과 영구성을 지닌다”라는 내용을 담으며 우려를 표했다[15].
- 샌프란시스코의 한 체육관에서는 회원 관리 시스템에 지문인식을 도입했다가 사생활침해를 이유로 시스템 사용을 거부한 소수 회원들 때문에 논란을 빚었다[16].

## 소프트 생체정보
소프트 생체정보는 인간이 주변 사람들을 인식할 때 주로 사용하는 신체적, 행동적인 인간의 특성들이다(키, 성별, 머리 색깔 등).이런 특성들은 상대적으로 구별하기가 쉽지 않고, 결과적으로는 신원확인에는 사용할 수 없다. 추가적으로 모든 사람들이 이용할 수 있기 때문에 사생활 침해 우려가 없다.

## 최근의 생체인식 기술
- 미국 캘리포니아 대학은 뇌파를 이용한 기술을 개발하고 있다.저가의 헤드셋을 머리에 쓰면, 헤드셋이 뇌파를 읽어 인증하는 방식이다[17].
- 캐나다 토론토 대학은 심장박동을 측정하는 인식 기술을 개발했다.전압계가 부착된 손목밴드를 착용하면, 사용자 고유의 심장박동을 인식해 인증한다는 원리다[18].
- 한국의 생체인식 기술업체 위닝아이는 기존의 접촉식 센서 하드웨어가 필요한 생체인식 방식이 아닌, 모바일 기기 카메라를 사용한 소프트웨어 방식의 지문, 장문(Palmprint)인증 기술을 개발해 상용화했다. 장문인식 기술은 금융결제원 바이오인증공동앱에 탑재되어 KDB산업은행, 신영증권 등에서 공인인증서 대체 본인확인 수단으로 사용중이며 지문 기술은 보험사의 보험계약 시 자필서명을 지문으로 대신하는 지문인증 전자서명에 적용되어 삼성생명, 현대해상, 메리츠 화재에서 사용중이다.

## 대중문화 속의 생체인식
- 로버트 레드포드가 주연한 영화 스니커(1992)의 대사 중, “내 목소리는 내 여권이지”
- 영화 21(2008)에서 경찰이 주인공을 체포하는데 쓰이는 얼굴인식기술
- 만화책 시리즈를 원작으로 한 미국 액션 코미디 영화 RED(2010)에서나오는 지문 복제
- 영화 마이너리티 리포트(2002)에서, 개인을 인식하고 판매지점을 식별하는데 광범위하고 일상적으로 쓰이게 된 홍채 망막 스캔 기술. 주인공은 눈을 이식해서 공식적인 신원을 바꾸고, 후에 제거한 눈을 이용해서 보안 시스템에 접근한다.
- 영화 가타카(1997)는 사람들을 유전공학적으로 설계된 우월한 인간과 그렇지 못한 열등한 인간으로 나누는 사회를 그린다. 사람들은 우월한 유전인자를 가진 인간들이 더 많은 특권을 가진다고 생각하고, 열등한 인간들에게 제한된 구역은, 지문인식과 비슷하게 생겼지만 손가락에서 혈액을 채취해 DNA 샘플로 신원을 확인하는 자동 생체인식기에 의해 통제된다.
- 디즈니-픽사의 영화 인크레더블(2004)는 미스터 인크레더블이 슈퍼히어로 복장 디자이너인 에드나 모드를 그녀의 고급 주택에서 방문하는 장면을 보여준다. 에드나 모드가 그녀의 실험실에 들어갈 때, 안경을 벗고 목소리와 눈을 스캔하는 생체인식을 사용한다.
- 디스커버리의 텔레비전 프로그램, 호기심해결사는 지문인식을 사용하는 문과 노트북의 보안을 테스트했다[19]. 노트북의 시스템은 보안이 철저한 편임이 증명되었으나, 실시간 센서를 가진 문은 혀로 핥은 뒤, 지문의 스캔과 복사본으로 침입하는 것이 가능했다[20].
- 애니메이션 사이코패스(2012-)는 모든 시민들이 생체센서에 의존하는 공권력에 감시받고 통제당하는 사회의 위험성을 경고한다. 또한 테러리스트가 농업연구소에 침입하기 위해 직원의 눈을 도려내거나 공안만이 사용할 수 있는 총기의 망막 센서를 망막 컨택트렌즈로 무력화시키고, 장기이식, 특제 헬멧 등을 통해 생체센서를 혼란시키는 내용을 보여준다.
- 영화 데몰리션 맨(1993)에서 시몬 피닉스는 홍채인식으로 보안된 문을 열기위해 피해자의 눈을 도려낸다. 비슷한 줄거리 요소가 영화 천사와 악마(2009)에서 CERN의 극비사항을 알아내기 위해 암살자가 물리학자의 눈을 이용하는 식으로 채용되었다. 하지만 시체의 눈을 적출하는 것은 그런 시스템에 침입하기 위해 유효한 방법이 아니라는 점에서 관객의 오해를 불러일으킨다[21].

## 참고 문헌
- 「바이오메트릭스 시장총조사 2004」 후지 키메라 연구、2004년4월27일.
- 松本勉(마쓰모토 츠토무) 「금융거래에서의 생체인식에 관해」 일본 금융청、2005년4월15일.‐人工指等を使った攻撃に関する資料(인공손가락등을 사용한 보안 공격에 관한 자료).

## 같이 보기
- 감시
- 접근 제어
- 인식
  - 망막 스캔(Retinal Scan)
  - 서명 인식(Signature Recognition)
  - 얼굴 인식(Vein Matching)
    - 안면 인식 시스템

  - 정맥 인식
  - 지문 인식
  - 홍채 인식(Iris recognition)
  - 화자 인식((Speaker Recognition)
- BioAPI

## 추가 문헌
- TechCast Article Series, Vivian Chu and Gayathri Rajendran, GWU, Use of Biometrics.
- Delac, K., Grgic, M. (2004). A Survey of Biometric Recognition Methods.
- "Fingerprints Pay For School Lunch." (2001). Retrieved 2008-03-02.  보관됨 2009-06-16 - 웨이백 머신
- "Germany to phase-in biometric passports from November 2005". (2005). E-Government News. Retrieved 2006-06-11.
- Oezcan, V. (2003). "Germany Weighs Biometric Registration Options for Visa Applicants", Humboldt University Berlin. Retrieved 2006-06-11.